# David Anderson (Leichtathlet)
David Anderson (David Lennon James Anderson; * 8. Dezember 1965) ist ein ehemaliger australischer Hochspringer.
Bei den Commonwealth Games wurde er 1982 in Brisbane Neunter und 1990 in Auckland Fünfter.
Bei den Leichtathletik-Weltmeisterschaften 1991 in Tokio und bei den Olympischen Spielen 1992 in Barcelona schied er in der Qualifikation aus.
1988 und 1990 wurde er Australischer Meister. Seine persönliche Bestleistung von 2,31 m stellte er am 3. März 1992 in Adelaide auf. Sein jüngerer Bruder Chris Anderson war ebenfalls als Hochspringer erfolgreich.